# Łukasz Sówka
Łukasz Sówka (ur. 7 listopada 1993 w Ostrowie Wielkopolskim) – polski żużlowiec.

## Życiorys
Licencję żużlową zdał w 2009 roku jako zawodnik KM Ostrów. W barwach ostrowskiego klubu występował tylko w imprezach młodzieżowych, w 2009 r. zajmując III miejsce w finale turnieju o "Brązowy Kask". Od 2010 roku reprezentuje ekstraligowy Falubaz Zielona Góra. 30 marca 2010 roku podczas treningu punktowanego Kolejarz Rawicz - Falubaz Zielona Góra Sówka uczestniczył w groźnym karambolu z Marcinem Sekulą. W 2010 wywalczył srebrny medal DMP z zielonogórskim Falubazem, a także brązowy medal Klubowego Pucharu Europy z tą drużyną.
Zakończył karierę 14 października 2017 w Krośnie turniejem Friendship Speedway Trophy, zajmując 6. miejsce.

## Liga polska
- KM Ostrów (2009)
- Falubaz Zielona Góra (2010)
- ŻKS Ostrovia (2011) (Wypożyczony z Falubazu)
- PGE Marma Rzeszów (2012) (Wypożyczony z Falubazu)
- PGE Marma Rzeszów (2013–2014)
- Wybrzeże Gdańsk (2015)
- Polonia Bydgoszcz (2016)
- TŻ Ostrovia (2017)

## Liga angielska
- Wolverhampton Wolves – 2012

## Liga duńska
- Brovst  od 2010
- Holstebro – 2012